# 安东尼·兰姆 (植物学家)
安东尼·兰姆（Anthony L. Lamb）为英国植物学家，出生于斯里兰卡。他专业从事于婆罗洲植物。兰姆曾就读于德文郡蒂弗顿的布伦德尔学校（Blundell's School）和剑桥大学圣约翰学院。1962年，兰姆来到婆罗洲沙巴开始致力于斗湖附近的发展农业定居计划。
1981年，他建立了丹南兰花中心（Tenom Orchid Centre），作为沙巴州政府的一个保护项目。他是《沙巴的杜鹃》（Rhododendrons of Sabah，1988）、《婆罗洲的猪笼草》（Pitcher-Plants of Borneo，1996）和《婆罗洲的兰花》（Orchids of Borneo）的合著者之一。
兰姆接受了Nicki Grihault的采访，讲述了他一生的工作，其刊登于2004年8月2日的每日电讯报中。
兰姆的妻子是安西娅·飞利浦，他们有两个孩子：塞丽娜·兰姆（Serena·lamb）和亚历山大·兰姆（Alexander Lamb）。